# 심성진
심성진(沈星鎭, 1695년 ~ 1778년)은 조선 후기의 문신이다. 자는 시서(時瑞), 호는 담와(澹窩), 시호는 정혜(貞惠), 본관은 청송(靑松)이다.

## 가계
- 14대조 : 심덕부 - 문하시중 · 영삼사사 · 문하부 좌정승 · 청성백(靑城伯)
- 13대조 : 심징 - 세종의 국구 청천부원군 심온(靑川府院君 沈溫) · 태조 이성계의 부마 청원군 심종(淸原君 沈淙)의 형, 경창부윤
- 12대조 : 심석준 - 군자감 판관 · 증 호조판서 · 양혜공(良惠公)
- 11대조 : 심선 - 경기도 관찰사 · 증 영돈녕부사
- 10대조 : 심안인 - 세종의 부마 청성위 심안의(靑城尉 沈安義)의 형, 경상우도 병마절도사 · 증 병조참판
- 9대조 : 심빈 - 안성군수 · 증 이조판서
  - 8대조 : 심광문 - 안악군수, 중종반정 정국2등공신 능천부원군(綾川府院君) 구수영(具壽永)의 사위, 태종 왕자 근녕군(謹寧君)의 장남 옥산군(玉山君)의 5남 진강도정(鎭江都正)의 사위
    - 7대조 : 심호 - 심광언의 아들, 유일(遺逸) 천거 성균관 전적 불취임 · 증 대사헌
      - 6대조 : 심종민 - 심금의 아들, 판결사 · 증 대제학
        - 5대조 : 심혁 - 정선군수 · 증 사헌부 집의, 호성1등공신 · 영중추부사 정곤수(鄭崑壽)의 사위, 영의정 심지원의 당숙
          - 고조부 : 심지택 - 영의정 심지원의 6촌
            - 증조부 : 심력 - 창평현령 · 증 이조참판
              - 조부 : 심정희 - 제릉참봉 · 증 이조판서
              - 조모 : 증 정부인 전주 이씨
                - 아버지 : 심준 - 대사간 · 증 좌찬성
                - 어머니 : 증 정경부인 파평 윤씨
                  - 형 : 심경진 - 평강현령
                  - 본인 : 심성진 - 예조판서, 정1품 하계 보국숭록대부
                  - 부인 : 정경부인 양주 조씨
                    - 아들 : 심득운
                    - 양자 : 심흥영 - 위원군수

                  - 동생 : 심창진 - 사포서 별제

  - 심광정 - 선릉참봉, 세종 왕자 의창군(義昌君)의 장남 사산군(蛇山君)의 사위
    - 심경

  - 심광언 - 형조판서 · 호조판서 · 우참찬, 중종 왕자 해안군(海安君)의 차남 서흥군(西興君)의 장인
    - 심현 - 전생서 참봉 · 증 좌승지
    - 심호 - 심광문에 양자로 감
    - 심련 - 영월부사
    - 심금 - 과천현감 · 증 이조판서
      - 심종도 - 호조참의, 대북파의 중심인물 이이첨의 심복
      - 심종침 - 숙천부사 · 증 좌찬성
        - 심설 - 사산감역 · 증 영의정
          - 심지원 - 영의정
            - 심익현 - 효종의 부마(駙馬) · 청평도위(靑平都尉)

      - 심종민 - 심호에 양자로 감
      - 심종직 - 이조참의

    - 심은 - 관상감 참봉

## 생애
1727년(영조 3년) 증광문과에 병과로 급제하여, 1728년 세자시강원 설서, 1729년 사간원 정언, 1730년 사헌부 지평, 1734년 홍문관 부수찬, 사간원 헌납, 홍문관 부교리, 홍문관 수찬, 1735년 홍문관 교리, 1736년 이조좌랑, 홍문관 부응교, 사헌부 집의, 사간원 사간, 1737년 세자시강원 보덕, 1738년 승지, 1739년 대사간, 1746년 이조참의, 대사성, 1749년 강원도 관찰사, 1752년 형조참판, 동지춘추관사, 공조참판, 1753년 예조참판, 한성부 우윤, 1754년 대사헌, 1755년 경기도 관찰사, 이조참판, 1760년 예조판서, 홍문관 제학, 1762년 강화부 유수, 1764년 공조판서, 1765년 한성부판윤을 지내고 기로소에 들어갔다. 1781년(정조 5년) 시호 정혜(貞惠)가 내려졌다.

## 같이 보기
- 심덕부
- 심징
- 심온
- 심종
- 심안의
- 구수영
- 근녕군
- 의창군
- 해안군
- 심광언
- 심지원
- 심익현
- 심각

## 참고 문헌
- 《영조실록》
- 《정조실록》
- 《한국역대인물종합정보시스템》